# تور دوچرخه‌سواری داون آندر ۲۰۱۹
تور دوچرخه‌سواری داون آندر ۲۰۱۹ (انگلیسی: 2019 Tour Down Under) مسابقات دوچرخه‌سواری جاده است که از ۱۵ تا ۲۵ ژانویه در کشور استرالیا برگزار شده‌است.
در امتیاز داریل ایمپی، در بخش جاده جیسون لی و در بخش تیمی تیم یوای‌ئی امارات به قهرمانی رسیده‌اند.